# Ortofonia
Ortofonia (z gr. orthós ‘poprawny’ i phōné ‘dźwięk’) – proces uczenia oraz nauka o poprawnej wymowie i brzmieniu wyrazów oraz ich połączeń. Ustala ona zasady prawidłowej wymowy danego języka.